# Max Proebstl
Max Proebstl (* 24. September 1913 in München; † 19. November 1979 ebenda) war ein deutscher Opern- und Oratoriensänger in der Stimmlage Bass.

## Leben
Der in München geborene Sänger studierte von 1936 bis 1940 an der Musikakademie in seiner Heimatstadt und nahm bei dem berühmten Bassisten Paul Bender Privatunterricht. Im Alter von 28 Jahren debütierte er am Stadttheater von Kaiserslautern. Von 1942 bis 1943 war er am Stadttheater Augsburg und von 1943 bis 1944 am Theater von Dortmund. Anschließend wurde er noch wenige Monate für Kriegsdienste eingezogen. 1947 kehrte Max Proebstl wieder an die Musikbühne Augsburgs zurück. Dort blieb er zwei Jahre und ging dann als festes Ensemblemitglied an die Bayerische Staatsoper, der er über 25 Jahre angehörte.
Max Proebstl sang auf fast allen großen Opernbühnen des deutsch- und englischsprachigem Raum. Seine Glanzrollen waren: Falstaff in der gleichnamigen Oper, Bartolo in Il Babiere di Siviglia, Osmin in Die Entführung aus dem Serail, Kasper in Der Freischütz, Antonio in Le Nozze di Figaro etc. Zu seinen Gesangsparterinnen und -partner gehörten u. a: Erika Köth, Hertha Töpper, Irmgard Seefried, Hermann Prey, Fritz Wunderlich, Hans Hotter und Dietrich Fischer-Dieskau.
1957 sang der Künstler an der Bayerischen Staatsoper den Grafen Starhemberg in der Uraufführung der Oper Die Harmonie der Welt von Paul Hindemith. Er war ferner ein vielgefragter Konzert- und Oratoriensänger. So wirkte er beispielsweise von 1961 bis 1967 bei den Salzburger Festspielen als Oratoriensänger mit u. a. im Oratorium Christus am Ölberg von Ludwig van Beethoven.

## Ehrungen und Auszeichnungen
- 1968: Bayerischer Verdienstorden[1]
- In München, Stadtteil Bogenhausen, erinnert eine Straße an den Sänger.

## Diskografie (Auswahl)
- Der Freischütz
- Die Frau ohne Schatten
- Undine
- Matthäus-Passion (Bach)
- Feuersnot
- Der Barbier von Sevilla